# Tabi László
Tabi László, eredetileg Taub László (Budapest, Terézváros, 1910. október 7. – Budapest, 1989. április 28.) József Attila-díjas (1954, 1962) magyar író, újságíró, szerkesztő, publicista, humorista. Mottója: „Nincsenek régi viccek, csak öreg emberek vannak. Egy újszülöttnek minden vicc új.” Unokaöccse Pelle János író, történész.

## Életpályája
Apja Taub Lajos (1889–?) magánhivatalnok, anyja Schreiber Margit (1888–1946) volt. Utólag törvényesítették, mivel szülei csak a születését követő évben, 1911. február 28-án kötöttek házasságot. Középiskolai tanulmányait 1920 és 1928 között a budapesti Madách Imre Gimnáziumban végezte.
1932–1939 között a Nemzeti Sport rejtvényrovatának vezetője volt. Miután a zsidótörvények nyomán elbocsátották, a Magyar Rejtvény Újságnál dolgozott. Részben saját, részben különböző álneveken szórakoztató kisregényeket írt. A második világháborúban munkaszolgálatra rendelték. Ezt követően a Ludas Matyi szerkesztője, 1957–1976 között, nyugdíjba vonulásáig pedig a főszerkesztője volt.
A Kozma utcai izraelita temetőben nyugszik.

## Munkássága
Szórakoztató kisregények, novellák írásával kezdte pályafutását, jelentős részüket álnéven közölte. 1945 után találta meg igazi műfajait: rövid, humoros írásaiban a pesti élet fonákságait villantotta fel. Humoros színdarabjai, rádiókonferanszai rendkívül népszerűek voltak.

## Színházi munkái
A Színházi Adattárban regisztrált bemutatóinak száma: szerzőként: 102; íróként: 3; műfordítóként: 7

### Szerzőként
- Csipetnyi bors (1947)
- Végállomás, kiszállni! (1949)
- Ki vagytok értékelve (1951)
- Tessék hozzászólni (1952)
- A pirossapkás lány (1952)
- Nem a tükör görbe (1953)
- Kártyavár (1954)
- Párizsi vendég (1954–1957, 1959, 1962, 1966, 1970, 1972, 1977)
- A kalóz (1956)
- Valahol délen… (1956, 1962)
- Szegény jó Márton (1958). Társszerző: Erdődy János[8]
- Pest az Pest (1959)
- Ketten beszélnek (1959)
- Mai görbe tükör (Hazai görbe tükör sorozat) (1959)
- A bajusz marad (1959)
- Különleges világnap (1960–1962, 1971)
- Mindent egy helyen (1960)
- Fiatalok és öregek (1961)
- Már egyszer tetszett (1961)
- Budapest 11 óra (1961)
- Esküvő (1961–1962)
- Fiatalság nem bolondság (1961)
- Micsoda emberek vannak? (1962)
- A nagy mutatvány (1962, 1985)
- Sportol az asszony (1962, 1964)
- Ezek a mai fiatalok (1963)
- Neveljük egymást gyerekek (1963)
- 'A humor: a teljes igazság' Mikes Lilla előadóestje (1963)
- Most majd elválik (1964, 1993)
- Így szerkesztünk mi! (1964)
- Thália kabaré (1964)
- Fel a kezekkel (Csikágói lány) (1964)
- Az élet királya (1965)
- A tettes ismeretlen/Enyhítő körülmény (1967, 1971, 1983, 1996)
- Tizenegyes! (1967) (társszerző)
- Sport és költészet (1968)
- Spanyolul tudni kell (1968, 1988, 1999)
- Kiszera méra bávatag (1969)
- Tizenkét szék (1970)
- Karikacsapás (1971)
- Családi dráma (1972–1973)
- Közhelybenjárás (1978)
- Dobogón vagyunk (1979)
- Köz-társasági huntzutságok (1979)
- Csak semmi szenzáció (1979)
- A családban marad (1980)
- Pardon, százegy percre! - Tabi László szerzői estje (1982)
- Halálos szerelem (1983)
- Le a bajusszal! (2001)

### Íróként
- Űrmacska (1961)
- Kabaré retro (2011)

### Műfordítóként
- Bingham: A szélhámos (1947)
- Az igazgató úr nevenapja (1955-1956)
- Trinner: Nem angyal a feleségem (1959, 1962)
- Ma éjjel megnősülök! (1973)

## Filmjei
- Csudapest (1962)
- Másfélmillió (1965)
- Minden kezdet nehéz (1966)
- Szilveszter 1971 (1971)
- Waterlooi csata (1982)
- A végzet asszonya (1983)

## Művei, önálló kötetei

### 1944-ig
- Szemüveget a bírónak! Melléklet: az 1934-es év futballtörténete (sportbeszámoló); Budapest, Hellas ny., 1935
- Ha bűnös is, szeretem! (kisregény, Simon Zoltán álnéven); Hellas ny., Budapest, 1936 (Szivárvány)
- Ember vagy kísértet (kisregény, Simon Zoltán álnéven); Hellas ny., Budapest, 1937 (Szivárvány)
- Melyik az apósom? (kisregény); Hellas ny., Budapest, 1937 (Szivárvány)
- A pandúr meg a rabló (kisregény); Budapest, Literária, 1937 (Világvárosi Regények, 389.)
- Négy hét a világ (kisregény); Literária, Budapest, 1937 (Világvárosi regények, 403.)
- Minek a tőke énnekem (kisregény); Budapest, Literária, 1937 (Világvárosi regények, 412.)
- A lila bagoly (kisregény); Literária, Budapest, 1937 (Világvárosi regények, 423.)
- A gazdátlan pofon (kisregény); Literária, Budapest, 1937 (Világvárosi regények, 441.)
- A Bakony bikája (kisregény); Literária, Budapest, 1937 (Világvárosi regények, 458.)
- Ne játsz (sic!) a bűnnel (kisregény); szerzői, Budapest, 1938
- Asszonyok szövetsége (kisregény); Hellas, Budapest, 1938
- Vízben az igazság (kisregény); Literária, Budapest, 1938 (Világvárosi regények, 554.)
- Feri nem akar lopni (kisregény); szerzői, Budapest, 1939
- A gyilkos szerep (kisregény); szerzői, Budapest, 1939
- Holler, az angyal; (kisregény); szerzői, Budapest, 1939
- Hajek úr bűnözik (kisregény); Literária, Budapest, 1939 (Világvárosi regények, 648.)
- Semmi baj, kihalunk! (kisregény); Literária, Budapest, 1939 (Világvárosi regények, 661.)
- Vigyázz a pongyoládra! (kisregény); Literária, Budapest, 1939 (Világvárosi regények, 681.)
- Jancsót szeretik a nők (kisregény); Literária, Budapest, 1940 (Világvárosi regények, 696.)
- Inkább a halál! (kisregény); szerzői, Budapest, 1940
- Ne nősülj kávéházból (kisregény); szerzői, Budapest, 1940
- Késik a pósta (kisregény); Literária, Budapest, 1940 (Világvárosi regények, 714.)
- Bravó, Kelemen! (kisregény); Literária, Budapest, 1940 (Világvárosi regények, 727.)
- Én, Suttyó ... Turay József regényes élete; szerzői, Budapest, 1940
- Így nősült Vencel (kisregény); Literária, Budapest, 1940 (Világvárosi regények, 735.)
- Inkább a halál (kisregény); szerzői, Budapest, 1940
- Belcsik, a látnok (kisregény, Follinus János álnéven); Literária, Budapest, 1940 (Világvárosi regények, 746.)
- Örökös kerestetik (kisregény); Literária, Budapest, 1940 (Világvárosi regények, 756.)
- A csodálatos reklám (kisregény); Literária, Budapest, 1940 (Világvárosi regények, 770.)
- A törhetetlen hűség (kisregény, Follinus János álnéven); Literária, Budapest, 1940 (Világvárosi regények, 784.)
- Gépírónő felvétetik (kisregény); Literária, Budapest, 1941 (Világvárosi regények, 805.)
- Rudi, a kísértet (kisregény); Literária, Budapest, 1941 (Világvárosi regények, 814.)
- Ha egy nőnek szíve van (kisregény, Simon Zoltán álnéven); Literária, Budapest, 1941 (Világvárosi regények, 819.)
- Ki csalt itt? (kisregény); Literária, Budapest, 1941 (Világvárosi regények, 826.)
- Csak semmi botrány! (kisregény, Simon Zoltán álnéven); Literária, Budapest, 1941 (Világvárosi regények, 831.)
- Két láb, más semmi (kisregény, Simon Zoltán álnéven); Literária, Budapest, 1941 (Világvárosi regények, 837.)
- A két szomszédbár (kisregény, Simon Zoltán álnéven); Literária, Budapest, 1941 (Világvárosi regények, 841.)
- Te se nősülj! (kisregény); Literária, Budapest, 1941 (Világvárosi regények, 846.)
- Nesze neked, Gács (kisregény, Simon Zoltán álnéven); Literária, Budapest, 1941 (Világvárosi regények, 851.)
- Rosszak az emberek (kisregény, Simon Zoltán álnéven); Literária, Budapest, 1941 (Világvárosi regények, 856.)
- Nagy ember (kisregény); Literária, Budapest, 1941 (Világvárosi regények, 861.)
- Bútorozott szoba kiadó (kisregény, Simon Zoltán álnéven); Literária, Budapest, 1941 (Világvárosi regények, 863.)
- Oroszlán Berci (kisregény); Literária, Budapest, 1941 (Világvárosi regények, 866.)
- Micike egy kicsikét hazudós (kisregény, Simon Zoltán álnéven); Literária, Budapest, 1941 (Világvárosi regények, 871.)
- A pénz nem boldogít (kisregény, Simon Zoltán álnéven); Literária, Budapest, 1941 (Világvárosi regények, 877.)
- Micike interjút ad (kisregény, Simon Zoltán álnéven); Literária, Budapest, 1941 (Világvárosi regények, 882.)
- Pénz is, posztó is (kisregény, Follinus János álnéven); Literária, Budapest, 1941 (Világvárosi regények, 886.)
- Zsák, meg a foltja (kisregény); Literária, Budapest, 1942 (Világvárosi regények, 890.)
- Minden külön értesítés helyett (kisregény, Follinus János álnéven); Literária, Budapest, 1941 (Világvárosi regények, 894.)
- Micike filmre megy (kisregény, Simon Zoltán álnéven); Literária, Budapest, 1942 (Világvárosi regények, 899.)
- Isten veled, Klára! (kisregény); Literária, Budapest, 1942 (Világvárosi regények, 907.)
- Micike a bálban (kisregény, Simon Zoltán álnéven); Literária, Budapest, 1942 (Világvárosi regények, 914.)
- Ketten egy taxiban (kisregény, 1942); Literária, Budapest, 1942 (Világvárosi regények, 917.)
- "Alaposan gyanusítható" (kisregény, Simon Zoltán álnéven); Literária, Budapest, 1942 (Világvárosi regények, 924.)
- Ahol nincs, ott ne szeress (kisregény, Simon Zoltán álnéven); Literária, Budapest, 1942; (Világvárosi regények, 934.)
- Pletyka, kis hibával (kisregény); Literária, Budapest, 1942 (Világvárosi regények, 942.)
- Baj van a Császárral (kisregény); Literária, Budapest, 1942 (Világvárosi regények, 951.)
- Bánatos fiatalember (kisregény); Szemes, Budapest, 1942
- Pista Pesten. Vidám regény (kisregény, Simon Zoltán álnéven); Csárdás, Budapest, 1943

### 1945–
- Karikatúrával a békéért (többekkel); Országos Béketanács, Budapest, 1951
- Egészségünk ábécéje; Egészségügyi Minisztérium, Budapest, 1952
- Negyven, száz ultimo; in: Műsorfüzet. Három vidám jelenet; szerk. SZOT Kultúrnevelési Osztálya; Művelt Nép, Budapest, 1953
- Kártyavár. Szatíra; Népszava, Budapest, 1954 (Színjátszók könyvtára)
- Humorban pácolva (humoreszkek); Budapest, Magvető, 1955; 2. kiad. 1957 (Vidám könyvek)
- A kalóz. Komédia; Veszprémi Vegyipari Egyetem, Veszprém, 1956 [házi sokszorosítás]
- Isten veled, Klára! (kisregény); Budapesti Lapnyomda, Budapest, 1957 (Vasárnapi regények)
- Mesterségem címere (humoreszkek, elbeszélések, színmű); Szépirodalmi, Budapest, 1958
- A négy kísértés. Kisregény és karcolatok; Szépirodalmi, Budapest, 1959
- Írott malaszt. Monológok, dialógok, színház; Szépirodalmi, Budapest,1960
- Én, te, ő... Humoreszkek; Szépirodalmi, Budapest, 1961 (Olcsó könyvtár)
- Szigorúan bizalmas (humoreszkek, színművek); Szépirodalmi, Budapest, 1962
- Sportol az asszony (zenés vígjáték, 1963)
- Őszintén szólva. Humoreszkek. Színművek; Szépirodalmi, Budapest, 1963
- Esküvő. Vígjáték; Bratislava [Pozsony], DILIZA, 1964
- Viselt dolgaink. Karcolatok és vígjátékok; Szépirodalmi, Budapest, 1965
- Pardon, százegy percre! Humoreszkek (utószó Szalay Károly); Szépirodalmi, Budapest, 1966
- Tücsök és bogár (humoreszkek, színművek); Szépirodalmi, Budapest, 1967
- többekkel: Tizenegyesǃ; szerk. Vitár Róbert, Ócsai József; Sport, Budapest, 1967
- Évforduló (1968)
- Csak viccel a bácsi (karcolatok, komédiák); Szépirodalmi, Budapest, 1968
- Enyhítő körülmény. Vígjáték; Bratislava [Pozsony], DILIZA, 1968
- Daliás idők. Végállomás, kiszállni! (vígjáték, humoreszkek); Szépirodalmi, Budapest, 1969
- Spanyolul tudni kell (színmű, 1969)
- Színem-java. Humoreszkek, vígjátékok I.-II.; Szépirodalmi, Budapest, 1970
- Fele is tréfa. Karcolatok és komédiák; Szépirodalmi, Budapest, 1972
- Családi dráma. Vígjáték; Bratislava [Pozsony], LITA, 1973
- Férjek és férfiak. Karcolatok és komédiák; Szépirodalmi, Budapest, 1974
- Írásba adom! (humoreszkek, színművek); Szépirodalmi, Budapest, 1976
- Ilyenek vagytok (humoreszkek); Szépirodalmi, Budapest, 1978
- Címzett ismeretlen (humoreszkek, kisregények); Szépirodalmi, Budapest, 1979
- Mondom a magamét. Humor prózában és drámában; Szépirodalmi, Budapest, 1980
- Életem és egyéb ügyeim (válogatott írások); Szépirodalmi, Budapest, 1982
- Fiatalkorom története / Fiatalkori történeteim: Csak semmi botrány; Így nősült Vencel; Rudi, a kísértet; Én, Suttyó / Nesze neked boldogság / Ti nők s mi férfiak / ...és egyéb ügyeim / Satöbbi
- Szó, ami szó. Elbeszélések, karcolatok, komédiák; Szépirodalmi, Budapest, 1985
- Víg játékok. Színház és vidéke. Válogatott írások; Szépirodalmi, Budapest, 1988
  - Bevezető vallomás / Végállomás, kiszállni! / Sombereki nyilatkozik / Különleges világnap / A színházi eseményekről / Most majd elválik / Egy kritikusról / Spanyolul tudni kell / Vígjátéki premier / Enyhítő körülmény /Műsor előtt, műsor után / Családi dráma
- Ajánlom magamat. Válogatott írások, 1945-1985; szerk. Siklós Olga; magánkiadás, Budapest, 1996

## Művei idegen nyelven
- Tak zsenyilszja Kopácsi. Vodevil; oroszra ford. V. Poljakov; Iszkussztvo, Moszkva, 1958 (Repertuar hudozsesztvennoj szamogyejatyelnosztyi)
- V poszlednyuju minutu; oroszra ford. Jelena Tumarkina; Pravda, Moszkva, 1961 (Bibliotyeka Krokogyila)
- Csrezvicsajnij geofizicseszkij gyen. Komegyija (Különleges világnap); oroszra ford. Erdődi József; Iszkzussztvo, Moszkva–Leningrád 1962
- Tichá kaviareň. A iné jednoaktovky (Csendes kávéház); szlovára ford. Imrich Dušek; Lita, Bratislava, 1971
- Jako po másie. Veselohra (Karikacsapás); csehre ford. František Stier; DILIA, Praha, 1972 (Malá řada socialistických autoru)
- La damo de l'fatalo. Tragikomedio (A végzet asszonya); eszperantóra ford. Vilmos Benczik; Magyar Eszperantó Szövetség, Budapest, 1985

## Díjai, elismerései
- József Attila-díj (1954, 1962)
- Szocialista Munkáért érdemérem (1955)
- Munka Érdemrend arany fokozata (1965, 1970)
- A Szépirodalmi Könyvkiadó Nívódíja (1981)
- Karinthy-gyűrű (1982)
- Magyar Népköztársaság Aranykoszorúval díszített csillagrendje (1985)